# Watching You, Watching Me
Watching You, Watching Me è l'ottavo e ultimo album in studio del cantautore statunitense Bill Withers, pubblicato da Columbia Records nel 1985.

## Descrizione
Durante le prime otto settimane, l'album ha raggiunto il picco nella Billboard 200 al 143º posto il e si è fermato al 42° la stessa settimana, trascorrendo poi 25 settimane nella classifica Top R & B / Hip-Hop Albums. Scrivendo per Billboard, Nelson George lo ha definito come uno dei migliori album rhythm and blues del 1985, affermando che era "pieno di piccoli piaceri".

## Tracce
1. Oh Yeah! – 4:04 (testo: Bill Withers – musica: Larry Carlton, David Foster, Bill Withers)
2. Something That Turns You On – 4:26 (Bill Withers)
3. Don't Make Me Wait – 4:02 (testo: Bill Withers – musica: Don Freeman)
4. Heart in Your Life – 4:16 (Bill Withers)
5. Watching You, Watching Me – 5:50 (William Eaton)
6. We Could Be Sweet Lovers – 3:28 (Bill Withers)
7. You Just Can't Smile It Away – 4:42 (Bill Withers)
8. Steppin' Right Along – 5:46 (Bill Withers)
9. Whatever Happens – 3:15 (testo: Bill Withers – musica: Carlton, Bill Withers)
10. You Try to Find a Love – 5:43 (testo: Bill Withers – musica: Michel Colombier)